# 康奈爾 (加利福尼亞州莫多克縣)
康奈爾（英語：Cornell）是位於美國加利福尼亞州莫多克縣的一個非建制地區。該地的面積和人口皆未知。

## 地理
康奈爾的座標為41°47′58″N 121°29′10″W / 41.79944°N 121.48611°W，而該地的平均海拔高度為1257米（即4124英尺）。